# Landkreis Neudek

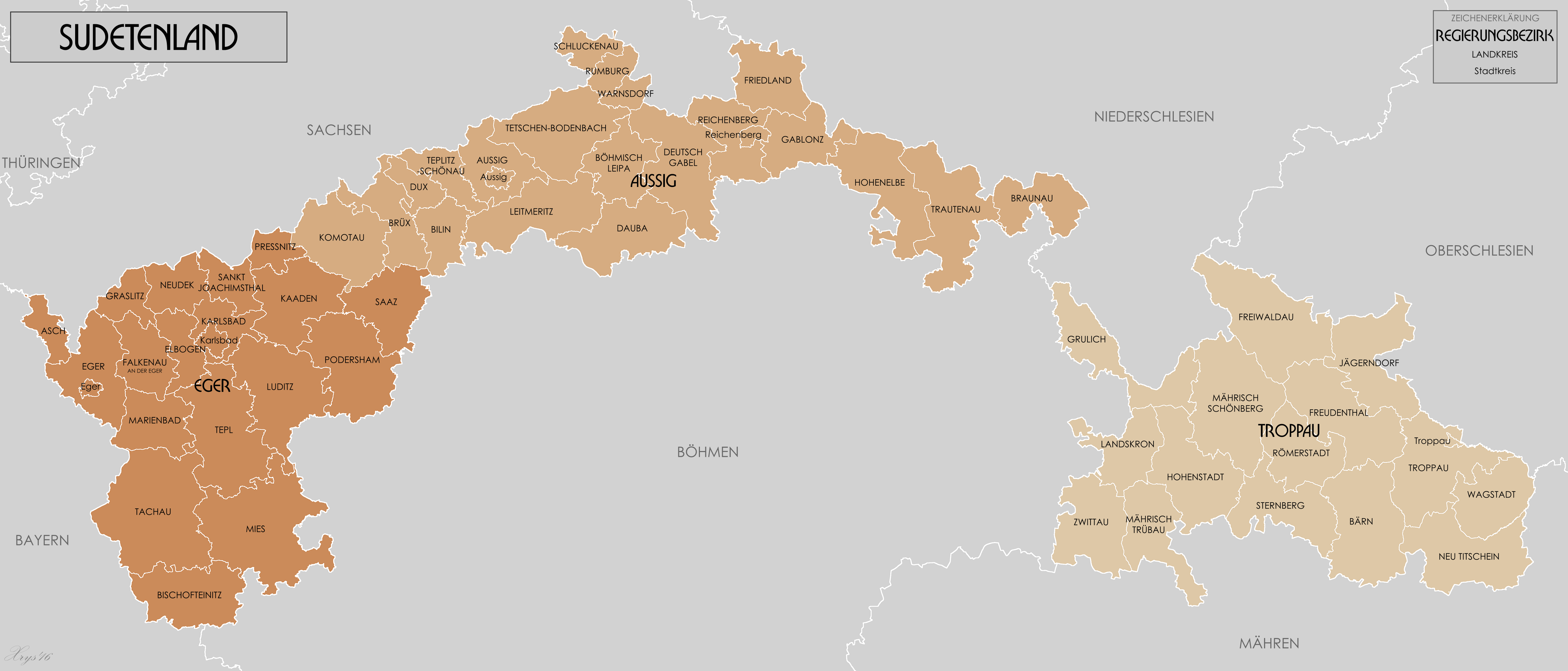
Verwaltungskarte des Reichsgaus Sudetenland

Der deutsche Landkreis Neudek bestand in der Zeit zwischen 1938 und 1945. Er umfasste am 1. Januar 1945 fünf Städte:
- Abertham
- Bärringen
- Frühbuß
- Neudek
- Platten, Bergstadt

einen Markt und 25 Gemeinden.
Am 1. Dezember 1930 hatte das Gebiet des Landkreises Neudek 37.682 Einwohner, am 17. Mai 1939 waren es 36.001 und am 22. Mai 1947 13.276 Bewohner.

## Verwaltungsgeschichte

### Tschechoslowakei / Deutsche Besatzung
Vor dem Münchner Abkommen vom 29. September 1938 gehörte der politische Bezirk Nejdek zur Tschechoslowakei.
In der Zeit vom 1. bis 10. Oktober 1938 besetzten deutsche Truppen das Sudetenland. Der politische Bezirk Nejdek trug fortan die frühere deutsch-österreichische Bezeichnung Neudek. Er umfasste die Gerichtsbezirke Neudek und Platten. Seit dem 20. November 1938 führte der politische Bezirk Neudek die Bezeichnung „Landkreis“. Er unterstand bis zu diesem Tage dem Oberbefehlshaber des Heeres, Generaloberst Walther von Brauchitsch, als Militärverwaltungschef.

### Deutsches Reich
Am 21. November 1938 wurde das Gebiet des Landkreises Neudek förmlich in das Deutsche Reich eingegliedert und kam zum Verwaltungsbezirk der Sudetendeutschen Gebiete unter dem Reichskommissar Konrad Henlein.
Sitz der Kreisverwaltung wurde die Stadt Neudek.
Ab dem 15. April 1939 galt das Gesetz über den Aufbau der Verwaltung im Reichsgau Sudetenland (Sudetengaugesetz). Danach kam der Landkreis Neudek zum Reichsgau Sudetenland und wurde dem neuen Regierungsbezirk Eger mit dem Sitz des Regierungspräsidenten in Karlsbad zugeteilt.
Zum 1. Mai 1939 wurde eine Neugliederung der teilweise zerschnittenen Kreise im Sudetenland verfügt. Danach blieb der Landkreis Neudek in seinen bisherigen Grenzen erhalten.
Bei diesem Zustand blieb es bis zum Ende des Zweiten Weltkriegs.

### Tschechische Republik
Ab 1945 gehörte das Gebiet zunächst zur Tschechoslowakei. Heute ist es ein Teil der Tschechischen Republik.

## Landräte
1941–1945: Gerhard Melcher (NSDAP)

## Kommunalverfassung
Bereits am Tag vor der förmlichen Eingliederung in das Deutsche Reich, nämlich am 20. November 1938, wurden alle Gemeinden der Deutschen Gemeindeordnung vom 30. Januar 1935 unterstellt, welche die Durchsetzung des Führerprinzips auf Gemeindeebene vorsah. Es galten fortan die im bisherigen Reichsgebiet üblichen Bezeichnungen, nämlich statt:
- Ortsgemeinde: Gemeinde,
- Marktgemeinde: Markt,
- Stadtgemeinde: Stadt,
- Politischer Bezirk: Landkreis.

## Ortsnamen
Es galten die bisherigen Ortsnamen weiter, und zwar in der deutsch-österreichischen Fassung von 1918.

## Städte und Gemeinden
- Abertham (Abertamy)
- Bärringen (Pernink)
- Bergstadt Platten (Horní Blatná)
- Bernau (Bernov)
- Breitenbach (Potůčky)
- Eibenberg (Tisová)
- Frühbuß (Přebuz)
- Gibacht (Pozorka)
- Hengstererben (Hřebečná)
- Hermannsgrün (Heřmanov)
- Hirschenstand (Jelení)
- Hochofen (Vysoká Pec)
- Hohenstollen (Vysoká Štola)
- Kammersgrün (Lužec)
- Kohling (Milíře) mit Ahornswald (Javořina)
- Mühlberg (Lesík)
- Neu Hammer (Nové Hamry)
- Neudek (Nejdek)
- Neuhaus (Chaloupky)
- Oed (Poušť)
- Salmthal (Pstruží)
- Sauersack (Rolava)
- Scheft (Hradecká)
- Schindlwald (Šindelová)
- Schönlind (Krásná Lípa)
- Schwarzenbach (Černava)
- Thierbach (Suchá)
- Trinksaifen (Rudné)
- Ullersloh (Oldřichov)
- Vogldorf (Ptačí)
- Voigtsgrün (Fojtov)